# 圣路易主教座堂 (凡尔赛)

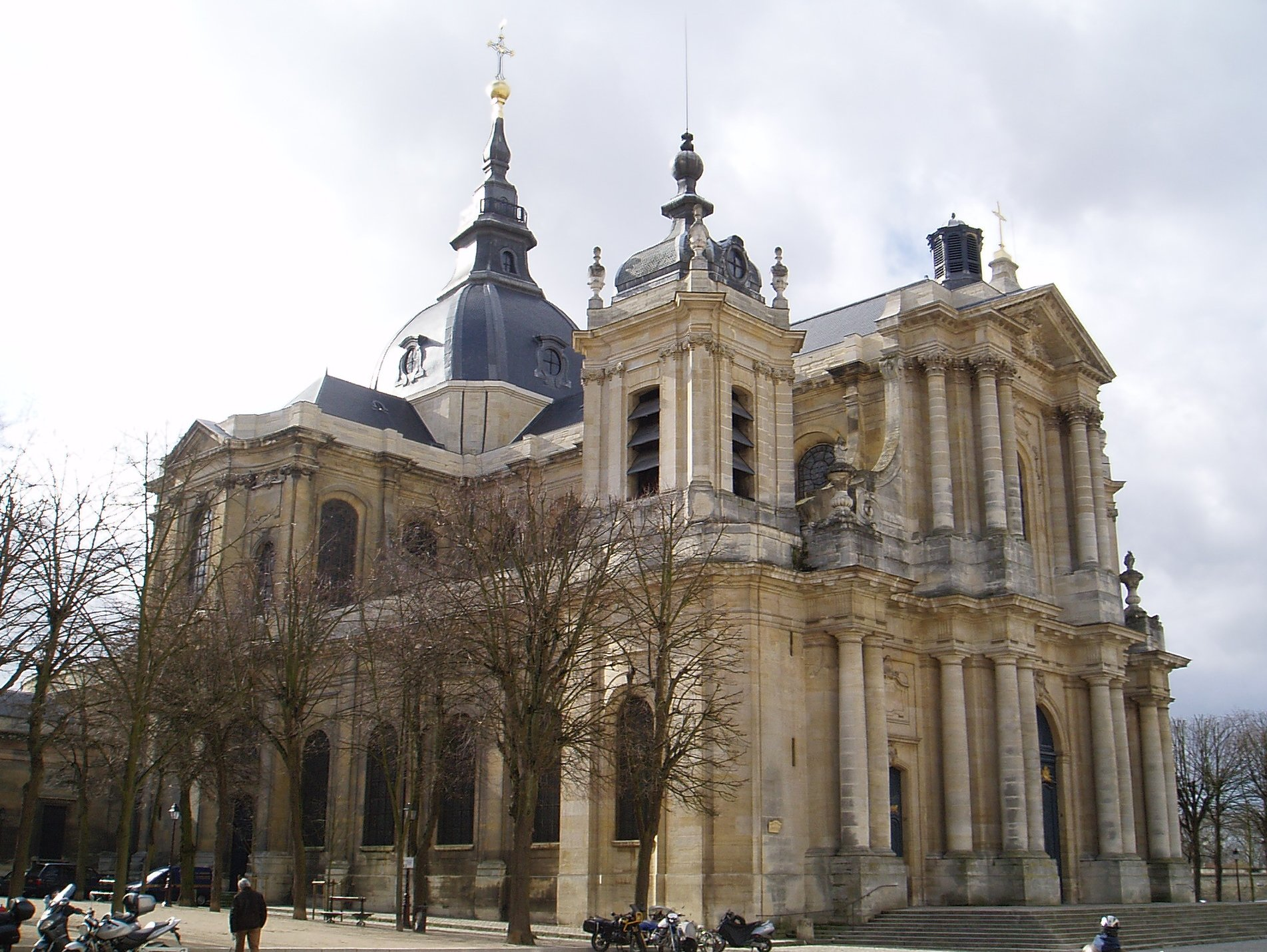
凡尔赛圣路易主教座堂

凡尔赛圣路易主教座堂（法语：Cathédrale Saint-Louis de Versailles）是一座罗马天主教主教座堂，法国国家古迹，位于凡尔赛。
它是天主教凡尔赛教区的主教座堂，该教区根据神职人员民事组织法案成立于1790年，根据1801年教務專約获得批准。

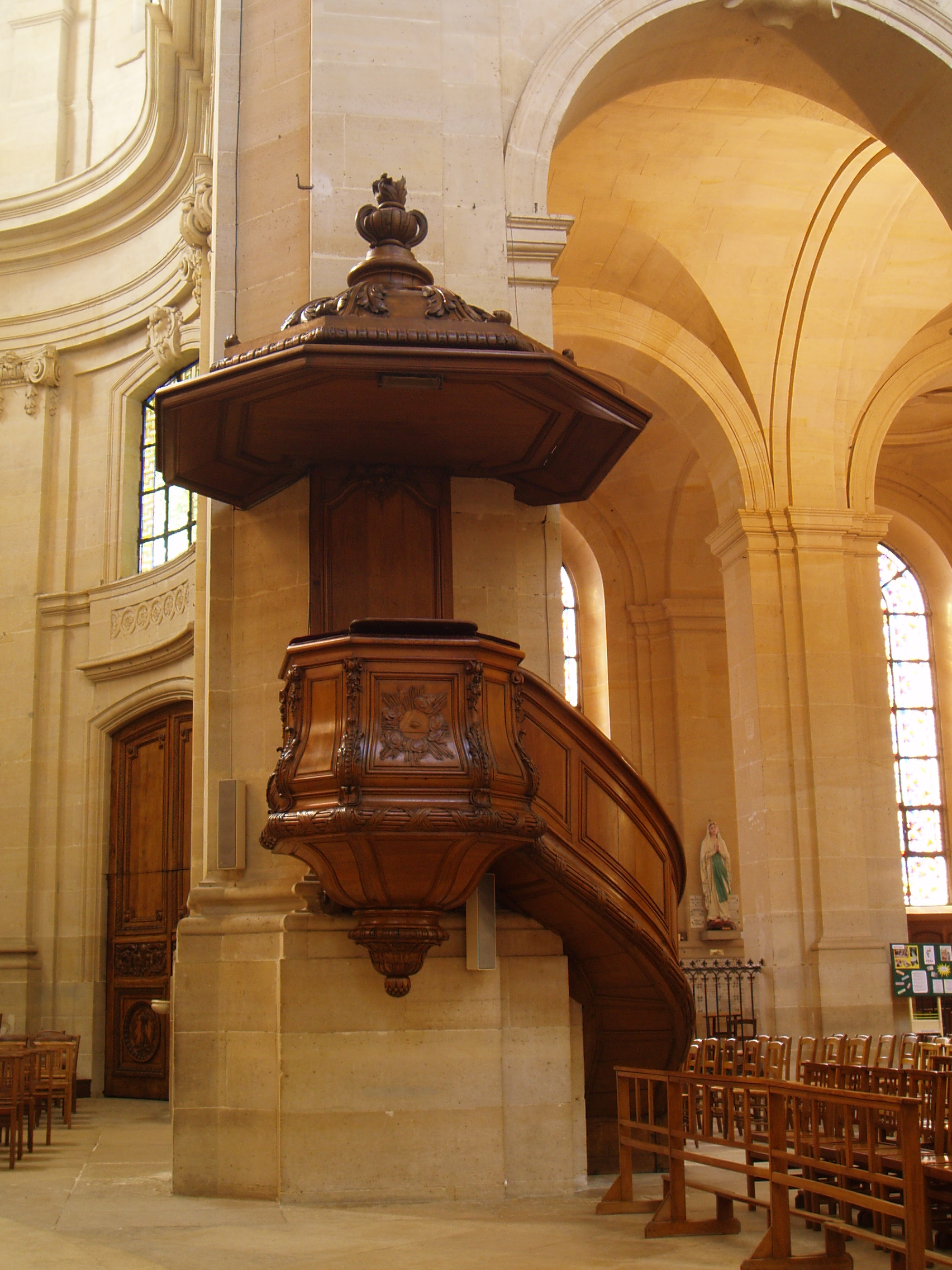
内部

在成为新教区的主教座堂之前，它原是供奉圣路易的本堂区圣堂。该建筑建于18世纪中叶，1743年6月12日路易十五为教堂奠基。革命后的主教将其作为主教座堂使用，取代此前宪法主教所选择的凡尔赛圣母院教堂。但是，它祝圣成为主教座堂受到严重延误，直到1843年由教区的第三任主教Louis-Marie-Edmond Blanquart de Bailleul执行。